# Марксистская эстетика
Маркси́стская эсте́тика — теория искусства, основанная на марксистском, материалистическом понимании истории. Методологически‐мировоззренческой основой марксистско‐ленинской эстетики является диалектический и исторический материализм. Опирается на ленинскую теорию отражения.

## История
Маркс считал, что искусство является органической частью целостного процесса истории, одним из проявлений общественного сознания. По этой причине эволюции искусства, по мнению Маркса, следует искать в общественном бытии людей, в развитии производительных сил и производственных отношений. 
Выработке общих принципов марксистской эстетики способствовал Франц Меринг. Большую роль в становлении марксистско-ленинской эстетической науки сыграли А. В. Луначарский и А. М. Горький.
В СССР существовали различные взгляды на марксистскую эстетику. Видное место среди них занимают взгляды Михаила Лифшица, который отстаивал идею коммунистического идеала как утверждения свободного творчества и всесторонне развитой личности. Не менее существенное влияние на развитие эстетической теории в Советском Союзе оказал Эвальд Васильевич Ильенков: несмотря на то что ключевым направлением его мысли были диалектико-материалистические исследования, а в последние годы - теория психологии, на протяжении жизни им оставлены многочисленные эстетическое работы, оформленные в сборник "Искусство и коммунистический идеал" (1980). 
В восточноевропейском марксизме большое значение имели труды Дьёрдя Лукача, который в 1960ых годах писал в своей книге "Своеобразие эстетического" о том, что марксистской эстетики ещё не существует, что её только предстоит создать.
Существенное влияние на развитие марксистской эстетики оказали художественные концепции М.С.Кагана и И.И.Иоффе.

## Основные принципы
Марксистско-ленинская эстетика провозглашала, что крупнейшим завоеванием эстетической мысли XX столетия было учение В. И. Ленина о партийности литературы и искусства, разработанное в статье «Партийная организация и партийная литература» и в других ленинских работах. Марксистская эстетика утверждает ведущее значение жизненного содержания искусства, его идейного смысла.
Одним из важных критериев художественности марксистская эстетика считает соответствие содержания форме.

## Основные категории
- Прекрасное

Марксистская эстетика обозначила закономерную связь между прекрасным и трудовой деятельностью человека, которое послужило основой возникновению эстетического мироощущения как такового.
- Трагическое

Что касается трагического как категории эстетики, марксистская эстетика основную причину трагических событий видит в столкновении противоположных социальных сил, вызванном законами общественного развития. Маркс и Энгельс различали трагический характер новых прогрессивных сил, выступающих против отживших старых порядков и не способных в данных условиях одержать победу, и трагический уход со сцены исторически изжившего себя класса, ещё не исчерпавшего окончательно своих возможностей, когда отдельные представители старых общественных порядков осознали обреченность своего класса, но не смогли порвать с ним связей и перейти на позиции нового класса, которому принадлежит будущее.
- Героическое

Марксистская эстетика отвергает индивидуалистическое понимание Г., когда утрачивается его объективный критерий, абсолютизируется личное бесстрашие, возводится в принцип самоценность последнего.
- Возвышенное

Марксистская эстетика видит основу возвышенного в объективной действительности и в отношении человека к ней, направленном на её революционное преобразование, а само В. рассматривает как концентрированное выражение красоты человеческого подвига, величия достижений творческого труда.
Марксистская эстетика не противопоставляет Возвышенное прекрасному и рассматривает Возвышенное в тесной связи с героизмом, с пафосом борьбы и творческой деятельности масс.